# Educação da família real britânica
A educação da família real britânica mudou ao longo dos tempos, refletindo as mudanças nos ideais sobre a educação da aristocracia e o papel da monarquia do Reino Unido. Tradicionalmente, os herdeiros do trono e outras crianças reais eram educadas em particular por tutores. Na era Tudor, as ideias do humanismo renascentista, enfatizando as artes e ciências liberais e estudos clássicos, influenciaram a educação, um exemplo é a Isabel I que era poliglota e escreveu diversas traduções.
Nas eras georgiana e vitoriana, a educação real seguiu o modelo francês, com governadores supervisionando a disciplina e o desenvolvimento moral das crianças, e preceptores conduzindo a instrução acadêmica. Na era moderna, os membros da Casa de Windsor tiveram variados graus de educação, com o primeiro herdeiro do trono britânico (e mais tarde monarca) a receber um diploma universitário sendo Carlos III. Desde o final do século XX, os membros da família real foram educados em escolas privadas, universidades e institutos militares.

## Eras Tudor e Elisabetana
O estudioso Erasmo de Roterdão e seus colegas humanistas, que promoveram as artes liberais e as ciências em detrimento do treinamento militar para os príncipes, tiveram influência no currículo estudado pelos filhos de Henrique VIII e, mais tarde, pelos príncipes da Casa de Stuart. Henrique VIII estabeleceu uma escola palaciana de elite para seu filho, o príncipe Eduardo, selecionando quatorze filhos de aristocratas proeminentes para serem educados ao lado dele. A biógrafa Alison Weir escreveu que “os homens que receberam a responsabilidade pela educação do príncipe estavam entre os estudiosos mais brilhantes de sua época”. Eduardo foi ensinado por Richard Cox, um clérigo que mais tarde se tornou reitor do Eton College e bispo de Ely, bem como por John Cheke, o primeiro regius professor de grego na Universidade de Cambridge.
Isabel I foi bem educada, recebendo aulas ao lado de seu irmão Eduardo e mais tarde sendo orientada por William Grindal e Roger Ascham. Ela era proficiente em francês, italiano e latim, usando essas habilidades em línguas estrangeiras para interagir com diplomatas e para criar um “corpo considerável de traduções” ao longo de sua vida.
A historiadora Aysha Pollnitz escreveu que “embora Erasmo nunca tenha conseguido dissuadir os meninos reais ingleses ou escoceses do treinamento militar, ele conseguiu inclinar a balança a favor das letras: entre 1534 na Inglaterra, 1566 na Escócia e a eclosão das Guerras dos Bispos em 1639, príncipes e princesas passaram mais tempo aprendendo a manejar canetas do que espadas ou armas”. Durante este período, “os príncipes britânicos eram notavelmente estudiosos” em comparação com os Habsburgos espanhóis que enfatizavam “habilidades burocráticas, manejo de armas e piedade ortodoxa”.
Embora as mulheres da realeza no início da Grã-Bretanha moderna não tenham sido criadas em preparação para governar e recebessem uma educação liberal que era limitada em comparação com seus parentes do sexo masculino, Maria I, Isabel I, Lady Joana Grey, Maria da Escócia, e Isabel da Boêmia escreveram cartas geralmente elogiadas pelos estudiosos. Joana foi ensinada pelo clérigo John Aylmer, capelão de sua família, e “distinguiu-se em seus estudos além da vontade de seus pais, uma vez que eles estavam mais interessados em prepara-la para a vida elegante da corte” do que para um aprendizado acadêmico sério.

## Era Stuart
A educação de Carlos I foi supervisionada por Sir Thomas Murray, que ensinou ao garoto “as matérias habituais: estudos clássicos, francês, italiano, aritmética e teologia” e supervisionou outros tutores do futuro monarca, como Charles Guerolt, que ensinava esgrima; John Beauchesne, que ensinou boa caligrafia; John Norton, que supervisionava a biblioteca. A educação de Carlos “foi elogiada e culpada por formar sua personalidade e conduta política” no período que antecedeu a Guerra Civil Inglesa. Samuel Rawson Gardiner e Conrad Russell acreditavam que a educação de Carlos não lhe ensinou empatia ou a capacidade de “identificar ambos os lados de uma questão política ou religiosa, uma habilidade que poderia tê-lo ensinado a apreciar as perspectivas de ambos os seus oponentes ou, pelo menos, a antecipar seus argumentos e negociar com eles de forma eficaz”.
Em 1635, Brian Duppa, deão da Catedral de Oxford e capelão de Carlos I, foi nomeado tutor do futuro Carlos II, sendo considerado adequado para o cargo e tendo um relacionamento próximo com o príncipe pelo resto da vida. Outros tutores também foram contratados, incluindo Peter Massonnet, que ensinou ao príncipe latim, espanhol, italiano e, mais importante, francês; Henry Gregory, que ensinou o príncipe a escrever; e Guilaume le Pierrie, um francês contratado quando Carlos tinha seis anos para lhe ensinar dança. Em 1638, William Cavendish, Conde de Newcastle, foi colocado no comando geral do príncipe, então com sete anos, como seu governador.

## Eras georgiana, vitoriana e eduardiana
No século XVIII, Jorge III fez com que seus dois filhos mais velhos, os futuros Jorge IV e Frederico, Duque de Iorque e Albany, fossem educados seguindo os costumes reais franceses. Um governador e um subgovernador foram nomeados para a disciplina e moral das crianças, e um preceptor e um subpreceptor para as aulas relativas a disciplinas acadêmicas.
O papel e as percepções públicas sobre a monarquia mudaram ao longo do tempo, levantando “questões interessantes sobre a educação e preparação ideal dos futuros monarcas constitucionais, incluindo a sua educação formal”. Walter Bagehot, no seu livro The British Constitution, concluiu que a educação de um príncipe “pode ser apenas uma educação pobre e que uma família real terá geralmente menos capacidades do que outras famílias”. Os historiadores “avaliaram até que ponto a educação real preparou os monarcas para o seu papel político e cerimonial” na sociedade britânica. Peter Gordon e Dennis Lawton classificaram a educação de Vitória como boa, “embora, em contraste, nenhum monarca subsequente (ou herdeiro atual) tenha sido educado de forma adequada”. Ross McKibbin argumenta que a educação de Jorge V, Eduardo VIII e Jorge VI foi “sem objetivo” e “estreita”, deixando-os com o equivalente à educação da “pequena nobreza rural com conexões militares”.
Embora a frenologia tenha sido amplamente desacreditada em meados do século XIX, a Rainha Vitória e o Príncipe Alberto tiveram seus filhos avaliados por um frenologista, que descreveu seu filho mais velho, Eduardo VII, como tendo um crânio “fraco e anormal”, ao longo de sua vida, Vitória acreditou que ele tinha um “cérebro pequeno e vazio”.
Eduardo frequentou brevemente as universidades de Edimburgo, Oxford e Cambridge, mas não se formou em nenhuma delas. Dennis Judd, professor de história britânica na Universidade Metropolitana de Londres, opinou que “não há evidências” de que o breve período do príncipe nessas universidades “fez muito bem” e William Ewart Gladstone disse sobre o rei que ele “sabia tudo, exceto o que está nos livros”. John Neale Dalton, um dos tutores de Eduardo, disse que o futuro rei tinha uma “fraqueza cerebral, esta fraqueza e falta de poder para compreender quase tudo que lhe fosse apresentado”, outro tutor, J. K. Stephen, determinou que não adiantava que ele frequentasse a universidade, já que era incapaz de entender as palavras que estava lendo.
Como uma “homenagem ao seu nascimento e não ao seu intelecto”, ele recebeu um título honorário de Doutor em Direito. Mesmo quando criança, porém, a governanta de Eduardo notou que ele aprenderia mais com as pessoas do que com os livros, e ele tinha grandes dons sociais; acredita-se que sua popularidade tenha ajudado o Reino Unido a criar alianças na Europa no início do século XX.
O filho mais novo de Vitória, o Príncipe Leopoldo, Duque de Albany, matriculou-se na Christ Church, em Oxford, em novembro de 1872. Ele foi diagnosticado com hemofilia por volta de 1859, tendo apresentado sintomas desde tenra idade, e a família tentou tomar medidas durante a juventude do príncipe para protege-lo, uma vez que a doença não era bem compreendida na época. Ele estudou ciências, artes e línguas modernas, mas não obteve um diploma universitário, recebendo um doutorado honorário da Universidade de Oxford em 1876.
Jorge VI frequentou o Royal Naval College, em Osborne, que era então um centro de treinamento de oficiais subalternos para alunos em idade escolar, ele terminou em último lugar na classe. Ele também estudou por um ano na Universidade de Cambridge, mas não concluiu a graduação.

## Era moderna

### Geração de Isabel II
Isabel II e sua irmã mais nova, a Princesa Margarida, foram os últimos membros da família real a serem educados em sua residência por tutores da maneira tradicional, recebendo educação de sua governanta, Marion Crawford. Alguns dos professores particulares da herdeira incluíam o Henry Marten, o reitor do Eton College, que a instruiu em história constitucional. Além disso, Isabel falava francês fluentemente, aprendendo com uma sucessão de governantas que eram nativas na língua latina. Durante a Segunda Guerra Mundial, a então Princesa Isabel ingressou no Serviço Territorial Auxiliar e participou num Curso de Manutenção de Veículos em Aldershot, com a duração do curso sendo relatada como de três semanas a seis semanas.
O historiador David Starkey descreveu a monarca em sua série de documentários de televisão de 2007, Monarchy, como pouco instruída, comparando-a a uma “dona de casa” em termos de refinamento cultural e curiosidade intelectual. De acordo com o The Telegraph, seus comentários geraram refutações de diversas fontes, com a biógrafa real Penny Junor dizendo que “a rainha é certamente culta, mesmo que não seja tão movida pelas artes. O Príncipe de Gales tem um grande senso de história e muito disso vem de sua mãe”. Marco Houston, editor da Royalty Monthly, disse que Isabel “pode não ter tido a melhor educação formal, mas teve a melhor educação na universidade da vida”.
O Príncipe Ricardo, Duque de Gloucester, primo de Isabel, estudou arquitetura no Magdalene College, em Cambridge, se formando em 1966 após completar três anos de um curso de  de cinco anos; depois de um ano de práticas em um escritório do Ministério de Edificações e Obras Públicas, Ricardo retornou a Cambridge e em junho de 1969 foi aprovado em ambas as partes do diploma em arquitetura, passando a trabalhar na área.